# 奧斯汀足球會
奧斯汀FC是位於德克薩斯州奧斯汀的美國職業足球隊。參賽於美國職業足球大聯盟，是西区的成員。球隊於2018年成立，在2021年加入聯盟。主場是位於奧斯汀中北部的Q2體育場。

## 歷史

### 首個賽季 (2021年)
2021年7月13日，奧斯汀FC在主場Q2舉行俱樂部有史以來第一場國際友誼賽中，主場迎戰新萊昂自治大學老虎足球俱樂部，可惜以3-1敗下陣來。

### 2023年
2022-2023年中北美洲及加勒比海冠軍聯賽淘汰賽期間，奧斯汀FC遇上海地球隊紫羅蘭競技。當時，由於海地國內局勢動盪，紫羅蘭競技不但沒有國內聯賽可踢，就連本應在太子港主場舉辦的冠軍聯賽第一輪比賽都不得不移師到鄰國多明尼加首都聖地牙哥舉行。然而紫羅蘭競技卻爆出大冷門，在中立場地以3-0擊敗奧斯汀FC。一週後，在奧斯汀舉行的第二輪比賽中，紫羅蘭競技有數名主力因簽證問題無法進入美國參賽，但憑藉著嚴防死守的戰術，儘管以2-0的賽果輸掉比賽，卻依然以3-2的大比分將奧斯汀FC淘汰出局。

## 贊助
| 時期  | 球衣製造商 | 球衣贊助商 | 袖子贊助商 | Ref.  |
| ----- | ---------- | ---------- | ---------- | ----- |
| 2021– | 愛迪達     | Yeti       | Netspend   | [ 5 ] |

## 外部連結
- 维基共享资源上的相關多媒體資源：奧斯汀足球會
- 官方网站